# 入江克己
入江 克己（いりえ かつみ、1941年7月7日 - ）は、日本の体育教育学者。鳥取大学名誉教授。
1964年東京教育大学体育学部卒、66年同大学院教育学研究科修士課程修了。鳥取大学教育地域科学部助教授、教授（教科教育）、鳥取大学教育学部附属養護学校校長。2006年定年退官、名誉教授。

## 著書
- 『日本ファシズム下の体育思想』不昧堂出版 1986
- 『日本近代体育の思想構造』明石書店 1988
- 『昭和スポーツ史論 明治神宮競技大会と国民精神総動員運動』不昧堂出版 1991
- 『大正自由体育の研究』不昧堂出版 1993

監修
- 『「生活を楽しむ」授業づくり QOLの理念で取り組む養護学校の実践』渡部昭男共監修 鳥取大学教育地域科学部附属養護学校著 明治図書出版 障害児教育にチャレンジ 2002

## 論文
- Cinii

## 注
1. ↑  『日本ファシズム下の体育思想』著者紹介
2. ↑  鳥取大学